# پت مک‌کی
پت مک‌کی (انگلیسی: Pat McKay؛ زادهٔ ۲۹ مهٔ ۱۹۵۷ در کیلمارناک، بریتانیا) کاراته‌کای اهل اسکاتلند است. او که کمربند سیاه دان پنج کاراته را دارد، برندهٔ مدال طلای مسابقات کاراته قهرمانی جهان در سال‌های ۱۹۸۲ و ۱۹۸۴ در وزن ۸۰ کیلوگرم است.